# Anatoli Iwanowitsch Bachtin
Anatoli Iwanowitsch Bachtin (russisch Анатолий Иванович Бахтин; * 29. Juli 1928 in Atschinsk; † 16. Januar 1979) war ein sowjetischer Brücken-Bauingenieur.

## Leben
Bachtin studierte am Nowosibirsker Institut für Eisenbahntransport-Militäringenieure mit Abschluss 1951.
Darauf wurde Bachtin Mitarbeiter des Brückenbau-Trusts Mostostroi Nr. 2, wo er zum Chef der Montagehalle aufstieg. 1961 wurde er Chef der Brückengruppe Nr. 7 und 1968 Geschäftsführer des Trusts. Unter seiner Leitung entstanden mehr als 100 Brücken, darunter Brücken über den Ob, den Jenissei, die Angara, den Irtysch, den Tom und viele Eisenbahnbrücken der Bahnstrecken Tjumen-Surgut-Urengoi, Chrebtowaja-Ust-Ilimsk, Reschsty-Bogutschany, Norilsk-Dudinka, Lokot-Malinowoje-See u. a.

## Ehrungen, Preise
- Leninpreis im Bereich Technik (1962) zusammen mit N. A. Bogdsel, Iwan Petrowitsch Kalinnikow, P. A. Jegorow und K. K. Iwaschewa für die Errichtung des Brückenübergangs über den Jenissei in Krasnojarsk[1]
- Ehrenzeichen der Sowjetunion (1968)
- Orden des Roten Banners der Arbeit (1971)
- Leninorden (1975)
- Verdienter Baumeister der RSFSR (1978)